# وسام نجمة فلسطين
وسام نجمة فلسطين كان أعلى وسام في دولة فلسطين حتى عام 2015.

## التاريخ
جرى تأسيس «وسام نجمة فلسطين» بعد إقامة السلطة الفلسطينية كأعلى وسام فلسطيني يمنحه الرئيس الفلسطيني، وكان قبل ذلك وسام الثورة الفلسطينية هو الوسام الفلسطيني الأعلى. في عام 2015 تم استحداث «وسام دولة فلسطين» كأعلى وسام فلسطيني، وأصبح «وسام نجمة فلسطين» أحد درجات «وسام دولة فلسطين».

## أبرز الحائزين على الوسام
- يوسف القسوس (1993).[5][6]
- سلطان بن عبد العزيز آل سعود (1997).[7]
- خليفة بن زايد (2010).[8]
- سبستيان بنييرا (2011).[9]
- عمرو موسى (2011).[1]
- دميتري ميدفيديف (2011).[10]
- عبد العزيز بوتفليقة (2014).[11]